# Torre de Can Balet

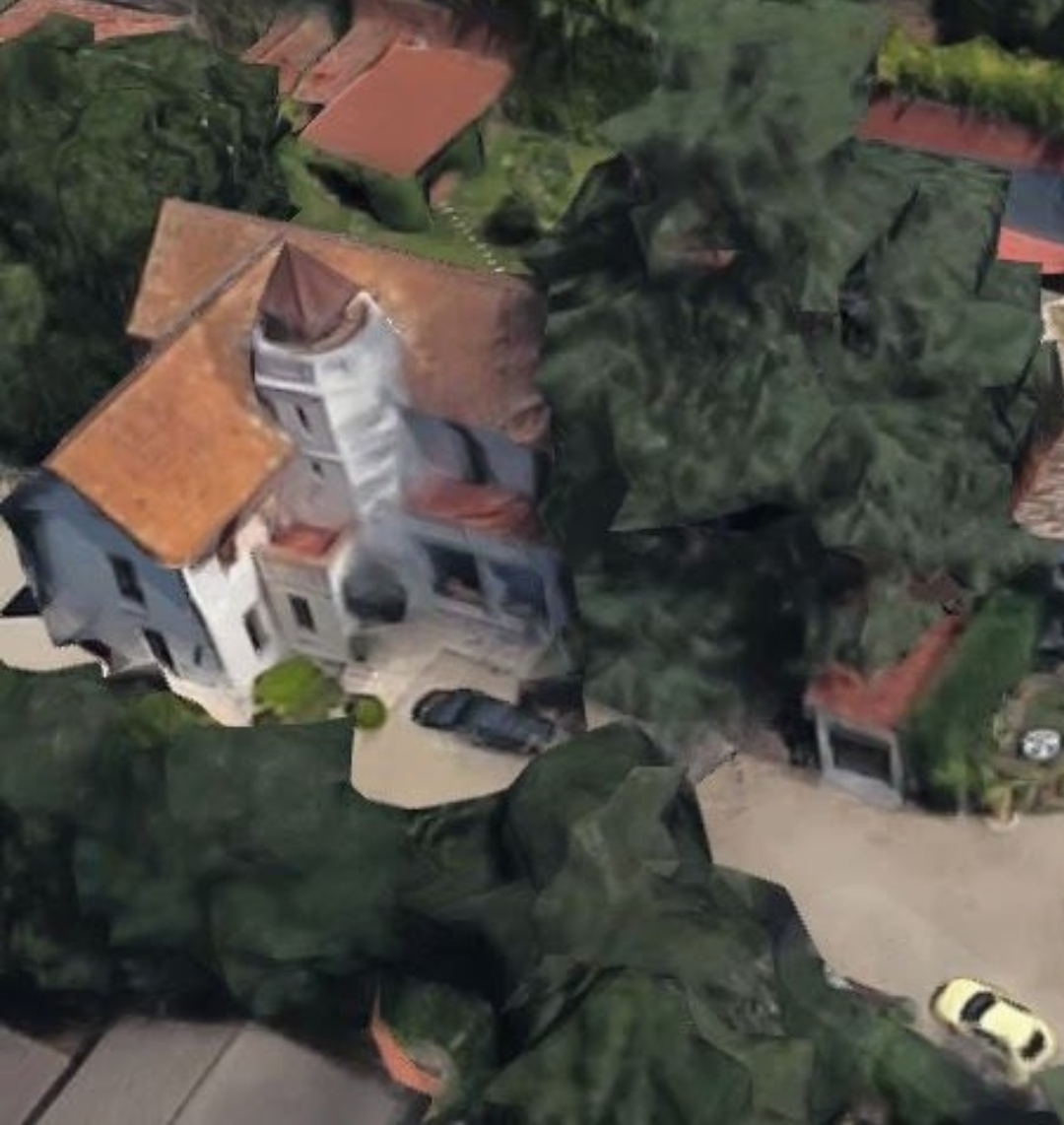
Vista Torre de Can Balet a Vallromanes

La Torre de Can Balet és un edifici del municipi de Vallromanes (Vallès Oriental) que forma part de l'Inventari del Patrimoni Arquitectònic de Catalunya. Al costat hi ha la masia de Can Balet.
Va ser el lloc de residencia d'estiu del Mestre d'Obres Domènec Balet i Nadal i és molt probable que l'edifici fos projectat per ell mateix, però de moment no es disposen de dades concloents. La Torre de Can Balet la Masia de Can Balet i la Masia de Can Poal formaven part d'una gran finca de la seva propietat.

## Descripció
És un edifici civil, una torre situada en un dels vessants de la muntanya que dona a la Riera de Vallromanes. Es tracta d'una construcció que distribueix els seus espais en dues ales que s'encreuen formant un angle recte, amb una torre poligonal entre elles. A l'esquerra de la torre es troba l'entrada principal i a la dreta una terrassa coberta. Aquest tipus d'edificació contrasta amb totes les altres de la zona per la seva excessiva inclinació de les teulades de dues vessants. També la torre presenta una teulada poligonal acabada en punta.